# Asimina
Asimina Adans., 1763 è un genere di piante della famiglia Annonaceae comprendente arbusti o piccoli alberi, in genere tropicali o semitropicali.
Una specie di rilievo è Asimina triloba, detta comunemente "asimina", originaria del settore orientale temperato freddo degli Stati Uniti che, diversamente dalle altre specie, si è ambientata al freddo.

## Tassonomia
Il genere comprende le seguenti specie:
- Asimina angustifolia Raf.
- Asimina × bethanyensis DeLaney
- Asimina × colorata DeLaney
- Asimina incana (W.Bartram) Exell
- Asimina × kralii DeLaney
- Asimina manasota DeLaney
- Asimina × nashii Kral
- Asimina × oboreticulata DeLaney
- Asimina obovata (Willd.) Nash
- Asimina parviflora (Michx.) Dunal
- Asimina × peninsularis DeLaney
- Asimina × piedmontana C.N.Horn
- Asimina pygmaea (W.Bartram) Dunal
- Asimina reticulata Shuttlew. ex Chapm.
- Asimina spatulata (Kral) D.B.Ward
- Asimina tetramera Small
- Asimina triloba (L.) Dunal